# Jérôme Simon
Jérôme Simon (Troyes, 5 de desembre de 1960) va ser un ciclista francès, que fou professional entre 1982 i 1993. El seu principal èxit esportiu fou una victòria d'etapa al Tour de França de 1988.
És germà dels també ciclistes, Regis, Pascal i François Simon.

## Palmarès
- 1980
  - 1r a la Ruta de França
- 1986
  - 1r al Tour de Vaucluse
  - Vencedor d'una etapa del Tour del Mediterrani
- 1988
  - 1r al Gran Premi de Canes
  - 1r a Briénon
  - 1r a Puy l'Evêque
  - Vencedor d'una etapa del Tour de França i 1r del Premi de la Combativitat 
  - Vencedor d'una etapa de la Ruta del Sud
  - Vencedor d'una etapa de la Midi Libre
- 1989
  - 1r a la Midi Libre i vencedor d'una etapa
- 1991
  - 1r al Tour d'Armòrica

### Resultats al Tour de França
- 1984. 36è de la classificació general
- 1985. 24è de la classificació general
- 1987. 42è de la classificació general
- 1988. 19è de la classificació general. Vencedor d'una etapa. 1r del Premi de la Combativitat
- 1989. 18è de la classificació general
- 1990. 22è de la classificació general
- 1991. 23è de la classificació general
- 1992. 27è de la classificació general

### Resultats al Giro d'Itàlia
- 1993. 44è de la classificació general